# Niwka (Jamnica)
Niwka – część wsi Jamnica w Polsce położona w województwie podkarpackim, w powiecie tarnobrzeskim, w gminie Grębów.
W latach 1975–1998 Niwka administracyjnie należała do województwa tarnobrzeskiego.